# Prekorje
Prékorje je naselje ob severnem delu Celja pri Škofji vasi.

## Prebivalstvo
Etnična sestava 1991:
- Slovenci: 395 (92,5 %)
- Hrvati: 11 (2,6 %)
- Jugoslovani: 2
- Muslimani: 1
- Albanci: 1
- Črnogorci: 1
- Madžari: 1
- Neznano: 13 (3 %)
- Neopredeljeni: 2